# Clase Guaiquerí
La Clase Guaiquerí es una clase de buques patrulleros Oceánicos de Vigilancia (POV) de la Armada Bolivariana de Venezuela basados en el diseño tipo Avante 2200 de Navantia construidos en los astilleros de Navantia en la localidad española de San Fernando.

## Diseño

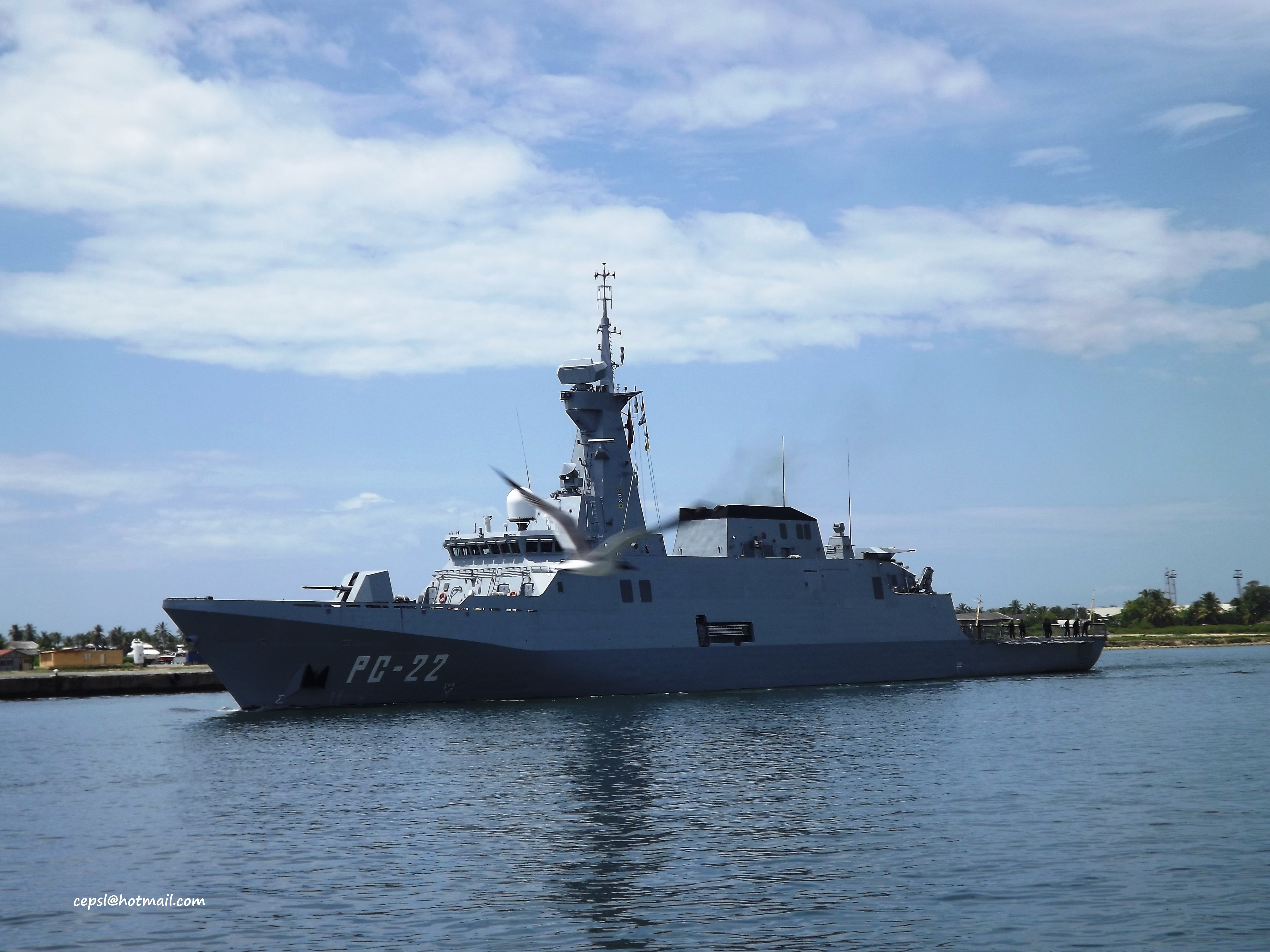
El patrullero PC-22 Warao fotografiado en 2012, mismo año en que un accidente en unas maniobras en Brasil lo dejó inutilizado y a día de hoy sigue sin ser reparado.

Las embarcaciones POVZEE cuentan con tecnología sigilosa con señales de radar e infrarrojos reducidas, así como un diseño especial para minimizar las emisiones de ruido y vibraciones del sistema de propulsión. Un hangar de popa y la cubierta de vuelo permiten la operación de una aeronave de ala rotatoria. El barco transporta dos pequeñas embarcaciones semirrígidas RHIB para fines de rescate y transporte.
El primer barco, el PC-21 Guaiquerí, fue botado por Navantia en Cádiz, el 24 de junio de 2009.
El 3 de agosto de 2012, el PC-22 Warao chocó en un arrecife frente a Fortaleza, Brasil, cuando llegó para el ejercicio conjunto "VenBras-2012" con la Armada de Brasil. Fue asistida por su hermana PC-24 Kariña y reflotada por remolcadores brasileños. El casco y el sistema de propulsión sufrieron graves daños y se decidió reparar en Brasil con la ayuda de Navantia. En marzo de 2013, llegó al astillero naval de Río de Janeiro a bordo del dique holandés Rolldock Sea. Fue trasladado a Venezuela en 2016 donde continúa sin ser reparado en muelle en condición no operativa.
El 31 de marzo de 2016, la descarga accidental de un cañón en el Guaiquerí dejó al menos un muerto y seis heridos.

## Características y funciones
El casco y su superestructura están construidos en acero.
Las funciones proyectadas para estas naves son (según la página oficial de la Misión Naval Venezolana en España) las siguientes: 
1. Vigilancia y protección de la Zona Económica Exclusiva.
2. Protección del Tráfico Marítimo.
3. Defensa de intereses estratégicos.
4. Operaciones de búsqueda y salvamento.
5. Auxilio a otras unidades y humanitarias.
6. Persecución del contrabando, tráfico de drogas e inmigración ilegal.
7. Vigilancia y obtención de información de inteligencia operativa o medioambiental.

## Buques de la clase
| Nombre         | Numeral | Puesto en grada          | Botado                 | Puesto en servicio     | Estado                                     |
| -------------- | ------- | ------------------------ | ---------------------- | ---------------------- | ------------------------------------------ |
| ANBV Guaiquerí | PC-21   | 11 de septiembre de 2008 | 24 de junio de 2009    | 14 de abril de 2011    | En servicio                                |
| ANBV Warao     | PC-22   | 12 de mayo de 2009       | 3 de noviembre de 2009 | Agosto de 2011         | Fuera de servicio tras embarrancar en 2012 |
| ANBV Yekuana   | PC-23   | 22 de septiembre de 2009 | 1 de marzo de 2010     | 9 de diciembre de 2011 | En servicio                                |
| ANBV Kariña    | PC-24   | 17 de febrero de 2010    | 13 de julio de 2010    | Enero de 2012          | En servicio                                |